# José de Jesús Orozco Henríquez
José de Jesús Orozco Henríquez (Ciudad de México, 3 de marzo de 1954) es un investigador, jurista y funcionario mexicano, especialista en derecho constitucional, derechos humanos y derecho electoral. 
Se desempeñó como comisionado de la Comisión Interamericana de Derechos Humanos durante dos periodos (2010 a 2014 y 2014 a 2017), habiéndola presidido en dos ocasiones (entre 2012 y 2014); de noviembre de 1996 a noviembre de 2006 fue magistrado de la Sala Superior del Tribunal Electoral del Poder Judicial de la Federación; de septiembre de 2014 a septiembre de 2018 fue miembro de la Comisión Nacional de Arbitraje Médico; y de diciembre de 2017 a marzo de 2020 como integrante del Consejo Consultivo de la Comisión Nacional de los Derechos Humanos. Actualmente se desempeña como investigador titular del Instituto de Investigaciones Jurídicas y miembro de la Junta de Gobierno de la Universidad Nacional Autónoma de México.

## Biografía
Es licenciado en Derecho y doctor en Derecho por la Universidad Nacional Autónoma de México (UNAM), así como maestro en Derecho Comparado por la Universidad de California en Los Ángeles. Asimismo, es doctor Honoris Causa por la Universidad San Martín de Porres de Perú y por la Universidad Autónoma de Coahuila. 
Es investigador del Instituto de Investigaciones Jurídicas de la UNAM e Investigador Nacional, Nivel III, del Sistema Nacional de Investigadores.
Durante 16 años fue magistrado electoral, primero en la Sala Central del Tribunal Federal Electoral (1990-1996) y después en la Sala Superior del Tribunal Electoral del Poder Judicial de la Federación (1996-2006), ejerciendo este último tribunal no sólo un control de la legalidad sino también de la constitucionalidad de todos y cada uno de los actos electorales, cuyas resoluciones son definitivas e inatacables.
Durante su desempeño jurisdiccional electoral se caracterizó por impulsar una función garantista y comprometida con la protección de los derechos humanos, siendo el primer magistrado en impulsar la invocación recurrente de instrumentos internacionales de protección de derechos humanos.
Asimismo, fue el primero en sostener la procedencia del juicio protección de los derechos político-electorales del ciudadano contra actos de los partidos políticos, dada su situación de predominio frente al ciudadano y potencial aptitud de violar derechos humanos, permaneciendo originalmente solo en la minoría, pero, con posterioridad, su criterio se convirtió en la mayoría e, incluso, en 2007 se reformó la Constitución federal para contemplar expresamente tal figura.
De igual manera, fue promotor de criterios protectores de los derechos de acceso a la información político electoral, incluso, respecto de la correspondiente a los partidos políticos, y de acceso a la justicia para miembros de comunidades indígenas cuando éstas eligieran a sus autoridades bajo el sistema de usos y costumbres. Por otra parte, se caracterizó por mantener una posición proclive a favorecer la libertad de expresión con motivo de la difusión de promocionales en medios electrónicos de comunicación durante las campañas electorales.

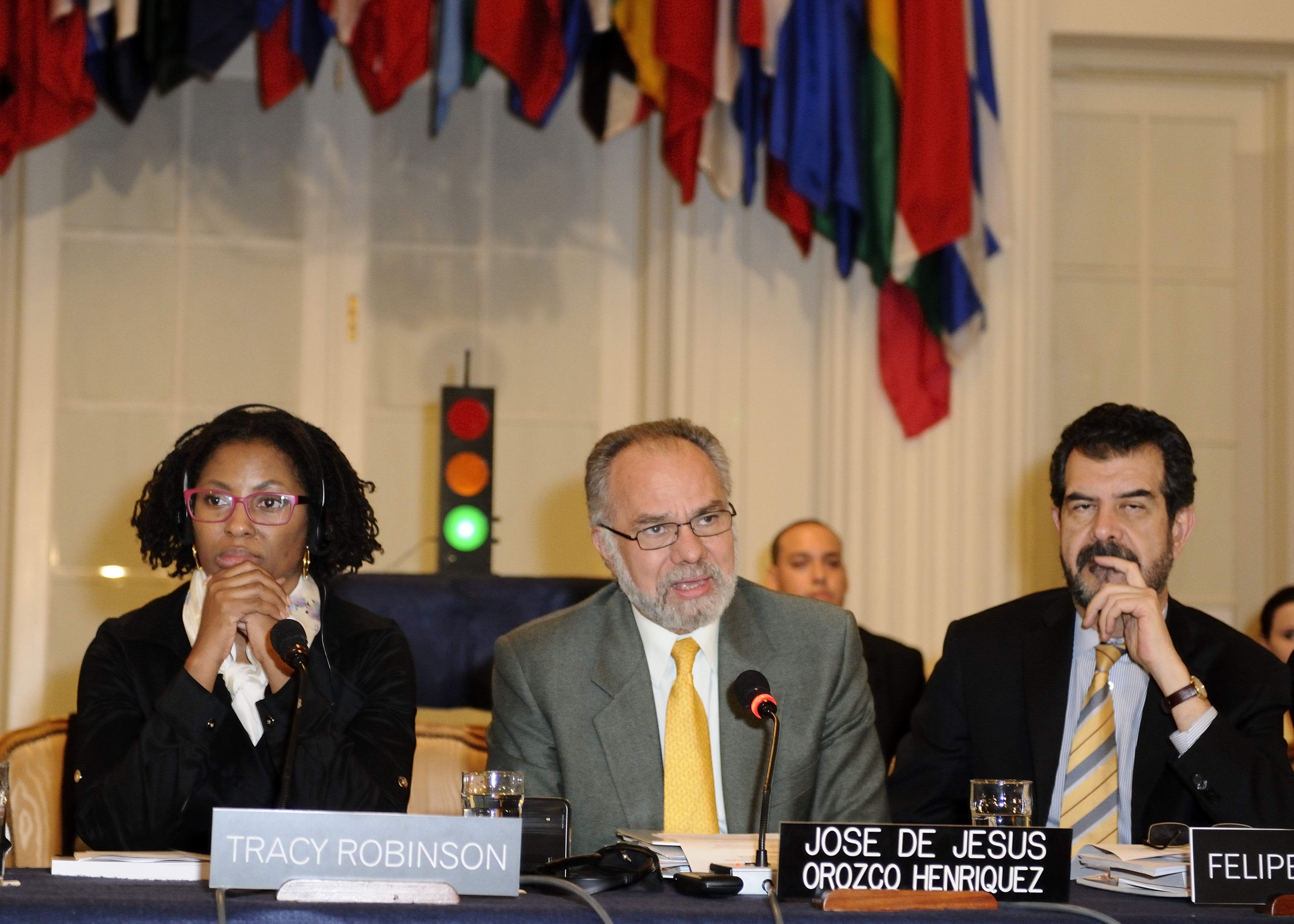
De izquierda a derecha, Tracy Robinson, Jesús Orozco y Felipe González durante la Audiencia a sociedad civil sobre fortalecimiento del Sistema Interamericano de Derechos Humanos celebrada el 31 de octubre de 2012

En 2009 fue elegido por la Asamblea General de la Organización de los Estados Americanos como comisionado de la Comisión Interamericana de Derechos Humanos (CIDH) para el periodo 2010-2013, siendo reelecto en 2013 por la misma Asamblea General para el periodo 2014-2017. Asimismo, fue elegido por sus colegas como presidente de la CIDH durante dos periodos (marzo de 2012 a marzo de 2014) –siendo el único miembro de la Comisión hasta la fecha en haber sido reelecto como presidente en forma consecutiva–, desempeñando un papel relevante en el proceso de fortalecimiento del Sistema Interamericano de Derechos Humanos, que culminó con la aprobación el 18 de marzo de 2013 de una Reforma al reglamento, políticas y prácticas de la CIDH.
Durante su encargo como comisionado se desempeñó como Relator para defensoras y defensores de derechos humanos, relator a cargo del monitoreo de la situación de derechos humanos en países con una situación de especial complejidad, tales como Colombia y Perú. Respecto de Colombia, lideró la visita para formular observaciones in loco llevada a cabo por la CIDH en diciembre de 2012, así como la elaboración del Informe Verdad, Justicia y Reparación, en el cual la Comisión ofreció su entendimiento para asegurar que el modelo de justicia transicional que sea adoptado para superar el conflicto armado y alcanzar la paz, se ajuste a las obligaciones internacionales de derechos humanos. 
En marzo de 2014, el Consejo Universitario lo designó miembro de la Junta de Gobierno de la Universidad Nacional Autónoma de México. En diciembre de 2017, el Senado de la República lo designó miembro del Consejo Consultivo de la Comisión Nacional de los Derechos Humanos (CNDH).
En octubre de 2019, formó parte de la terna para dirigir la CNDH, junto con Arturo Peimbert y Rosario Piedra Ibarra.

## Obras principales
Como autor:
- Justicia electoral comparada de América Latina, México, IIJ-UNAM, 2018
- Electoral Justice. The International IDEA Handbook, International IDEA, Sweden, 2010
- Justicia electoral y garantismo jurídico, México, IIJ-UNAM, Porrúa, 2006
- Régimen de las colectivas de trabajo en las universidades públicas autónomas, México, IIJ-UNAM, 1984
- Derecho constitucional consuetudinario, México, IIJ-UNAM, 1983

Como coautor 
- Los derechos humanos de los mexicanos, 2a ed., CNDH, México, 2003

Como coordinador:
- Protección a los derechos humanos. Perspectivas nacionales e interamericanas, México, Porrúa, Instituto Mexicano de Derecho Procesal Constitucional, IIJ-UNAM, 2018
- Making Presidentialism Work. Cómo hacer que funcione el sistema presidencial, México, International IDEA, IIJ-UNAM, 2009
- Reforma política y electoral en América Latina 1978-2007, México, IIJ-UNAM, 2008
- Tratado de Derecho Electoral Comparado en América Latina, 2a. ed., Fondo de Cultura Económica, 2007

## Distinciones
- Premio "Defensa de los Derechos Humanos", 2019, Revista Foro Jurídico[13]
- Presea José María Morelos y Pavón, 2017, otorgada por el Consejo Nacional Ejecutivo de Derecho Electoral
- Establecimiento de la "Presea al Mérito Jurídico Electoral Dr. José de Jesús Orozco Henríquez", 2017, como reconocimiento a su trayectoria para premiar el trabajo jurisdiccional electoral de magistrados y magistradas electorales, por la Asociación Nacional de Tribunales y Salas Electorales de la República Mexicana
- Presea Ignacio Manuel Altamirano, 2015, en la categoría “Al Juzgador”, otorgada por el Tribunal Superior de Justicia del Distrito Federal
- Reconocimiento por "Trayectoria Jurisdiccional", 2015, otorgado por la Asociación Mexicana de Impartidores de Justicia (AMIJ)
- Diploma al Mérito en Derechos Humanos, 2014, otorgado por el Comité Rector de la Institución Día del Abogado
- Investigador Nacional, Nivel III, del Sistema Nacional de Investigadores (2014)
- Doctor Honoris Causa por la Universidad San Martín de Porres, Perú (2013)
- Doctor Honoris Causa por la Universidad Autónoma de Coahuila, México (2013)
- Medalla al Mérito Judicial Electoral, 2012, otorgada por la Sala Superior del Tribunal Electoral del Poder Judicial de la Federación